# Saint-Jean (ancienne circonscription fédérale)
Pour les articles homonymes, voir Saint-Jean.
Saint-Jean (mieux connue sous le nom de St. Jean) fut une circonscription électorale fédérale située en Montérégie dans le sud du Québec, représentée de 1867 à 1892.
C'est l'Acte de l'Amérique du Nord britannique de 1867 qui créa ce qui fut appelé le district électoral de St. Jean. Abolie en 1892, elle fut redistribuée parmi les circonscriptions de Missisquoi et de Saint-Jean—Iberville.

## Géographie
En 1867, la circonscription de St. Jean comprenait:
- Les paroisses de Saint-Luc, Blairfindie, Saint-Jean, Saint-Valentin et Lacolle

## Député
1. 1867-1892 — François Bourassa, Libéral